# Брюллова, Софья Константиновна
Со́фья Константи́новна Брюлло́ва, урождённая Каве́лина (1851—1877) — русская писательница, дочь историка и правоведа К. Д. Кавелина, первая супруга (с 1873) живописца Павла Брюллова.

## Биография
Софья Брюллова была одной из первых, поступивших в только что открытые в 1860-х годах женские гимназии, и по окончании гимназического курса пристрастилась к занятиям историей, восполняя недостатки школы серьёзным самообразованием. Семейная обстановка и общение с людьми, собиравшимися в доме её знаменитого отца, имели огромное значение для её умственного и нравственного развития.
Достаточно подготовившись, Брюллова стала преподавать историю в Василеостровской женской гимназии, отказавшись от жалованья в пользу бедных учениц. Прекрасно владея словом, она обратила на себя внимание участием в прениях существовавшего тогда Педагогического общества.
30 мая 1873 года в Вене стала женой П. А. Брюллова, поручителями на их свадьбы были К. Маковский и А. Боголюбов. Замужество не помешало ей заниматься историческими исследованиями, особенно екатерининской эпохой. Умерла, не дожив до 26 лет (5 октября 1877), от последствий беременности. Не справившись с этой потерей, через два года умерла её мать, Антонина Кавелина, урождённая Корш.
Софья Кавелина, по воспоминаниям современников, была девушкой неординарной, особенной. У неё был острый ум, энциклопедические знания, высокие духовные качества. 20 февраля 1871 писатель Иван Сергеевич Тургенев присутствовал на диспуте между юной Софьей и маститым учителем — историком о методах преподавания истории в Педагогическом Обществе  и оставил об этом яркие воспоминания: «Это был незабвенный для меня вечер… Молоденькая, небольшого росту, девушка в простом сереньком платьице, с белым платочком на шее… говорила почти еще детским голосом так умно и так увлекательно, возражала так дельно, выказывала такое разнообразное знание своего предмета, такие энциклопедические сведения, — что все слушатели (а их собралось много на этот диспут) – были поражены – скажу прямо: очарованы…», — писал Тургенев. 

## Издания
- «Общественные идеалы в Екатерининскую эпоху» («Вестник Европы», 1876, № 1) — статья, в которой Брюллова задалавась целью «ответить на вопросы, как у нас жили, думали, чего хотели ещё не так давно»;
- «Новая теория о происхождении Франции» (там же, 1877, № 2) — статья, написанная по поводу новейших на тот момент исследований французского историка Фюстель де Куланжа о возникновении политических учреждений древней Франции, среди постепенно разлагавшегося цезаризма Западной Римской империи.
- Перевод с английского: «Тацит в изложении В. Б. Донна» (СПб., 1876, изд. В. О. Ковалевского — сборник древних классиков для русских читателей)[1].